# Andrea Frezza
Andrea Frezza (* 18. Juni 1937 in Laureana di Borrello; † 29. März 2012 in Vibo Valentia) war ein italienischer Dokumentarfilmer und Filmregisseur.

## Leben
Frezza diplomierte 1962 am Centro Sperimentale di Cinematografia im Fach Regie und arbeitete in der Folgezeit als Journalist und Filmkritiker; daneben war er Vizesekretär der „Federazione Italiana Circoli Cinematografici“ (FICC). Auch drehte er seither zahlreiche Dokumentarfilme und wirkte als Regieassistent bei Spielfilmen. Sein Debüt Il gatto selvaggio von 1968 verweigerte sich herkömmlicher Filmsprache und ist ein Beispiel des persönlichen, wenig narrativen Stils der Contestazione del '68, der auch den Terrorismus der kommenden Jahre vorhersagte. Neben Arbeiten für das Fernsehen und Drehbüchern für andere Regisseure drehte er in längeren Abständen eigene Filme. Frezza lebte jahrelang in Kalifornien, kehrte aber nach Italien zurück. Sein Pseudonym, unter dem er Drehbücher verfasste, war Robert F. Jordan.

## Filmografie (Auswahl)

### Regisseur
- 1968: Il gatto selvaggio
- 1996: Ultima bersaglia

### Drehbuch
- 1997: Mord im Kloster (La quindicesima epistola)